# Sušica (miasto Valjevo)
Sušica (cyr. Сушица) – wieś w Serbii, w okręgu kolubarskim, w mieście Valjevo. W 2011 roku liczyła 258 mieszkańców.